# Vlierbeek
Vlierbeek is een parochie van Kessel-Lo, een deelgemeente van de Belgische stad Leuven.
Vlierbeek is vooral bekend om haar middeleeuwse benedictijnenabdij, de abdij van Vlierbeek (ontstaan in 1125). Na de oprichting van de gemeente Kessel-Lo in 1828, werd de abdijkerk, die toegewijd is aan Onze-Lieve-Vrouw, in 1829 de parochiekerk voor de hele gemeente. In 1877 splitste de parochie Blauwput zich af en in 1900 zou ook Boven-Lo een zelfstandige parochie worden en zich afsplitsen. Vanaf dat moment was de abdijkerk enkel nog de parochiekerk voor de parochie Vlierbeek.
Vlierbeek bleef tot aan de Tweede Wereldoorlog landelijk, na de oorlog nam de bebouwing en het aantal inwoners in snel tempo toe en werd er een school opgericht.
In het begin van de jaren 1970 kocht de provincie Brabant de nog landelijke gebieden rond de abdij op om te vermijden dat de buurt van de abdij zou verkaveld worden. Dit gebied werd uitgebouwd tot het provinciedomein Kessel-Lo.

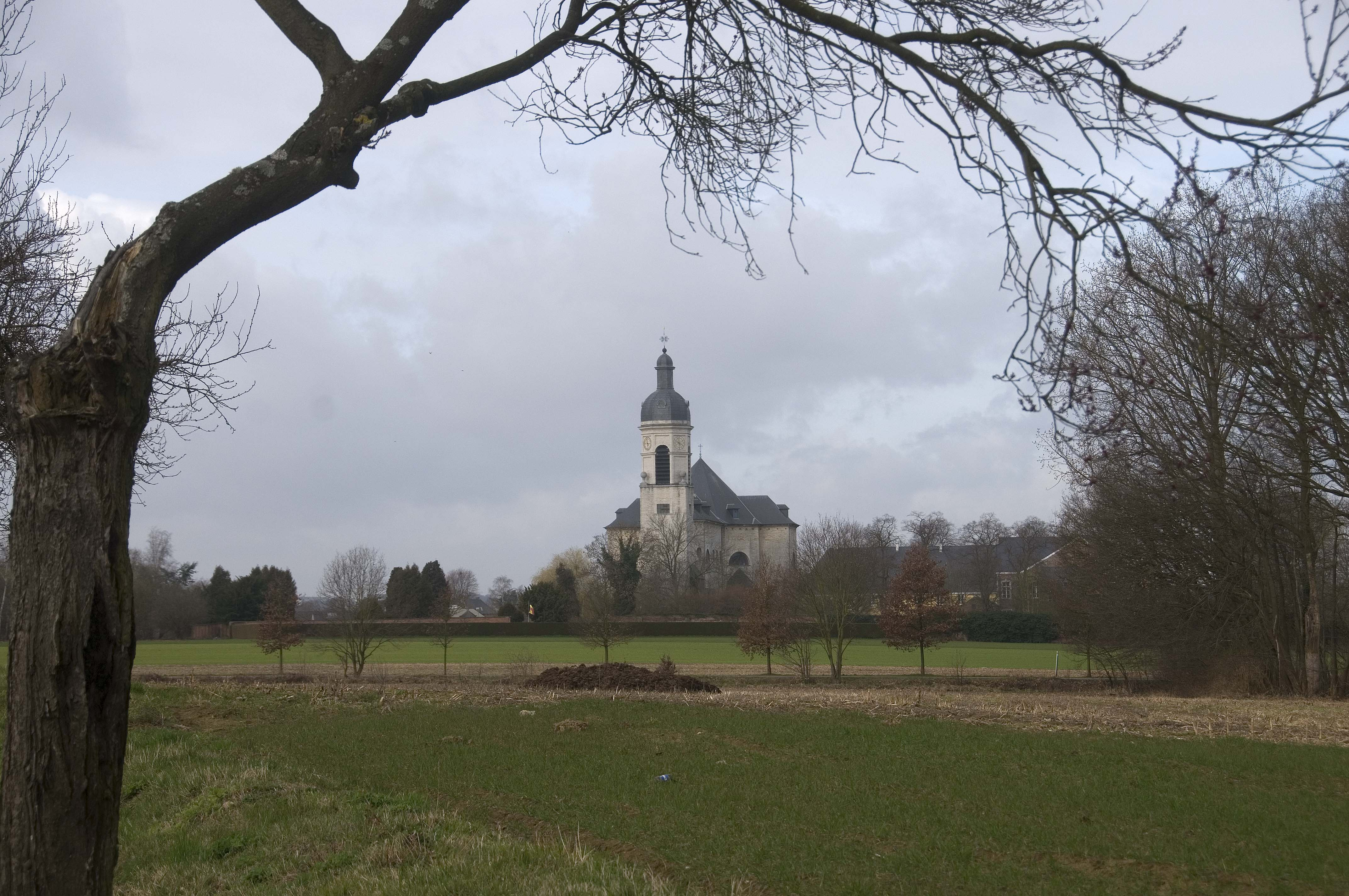
Abdijkerk
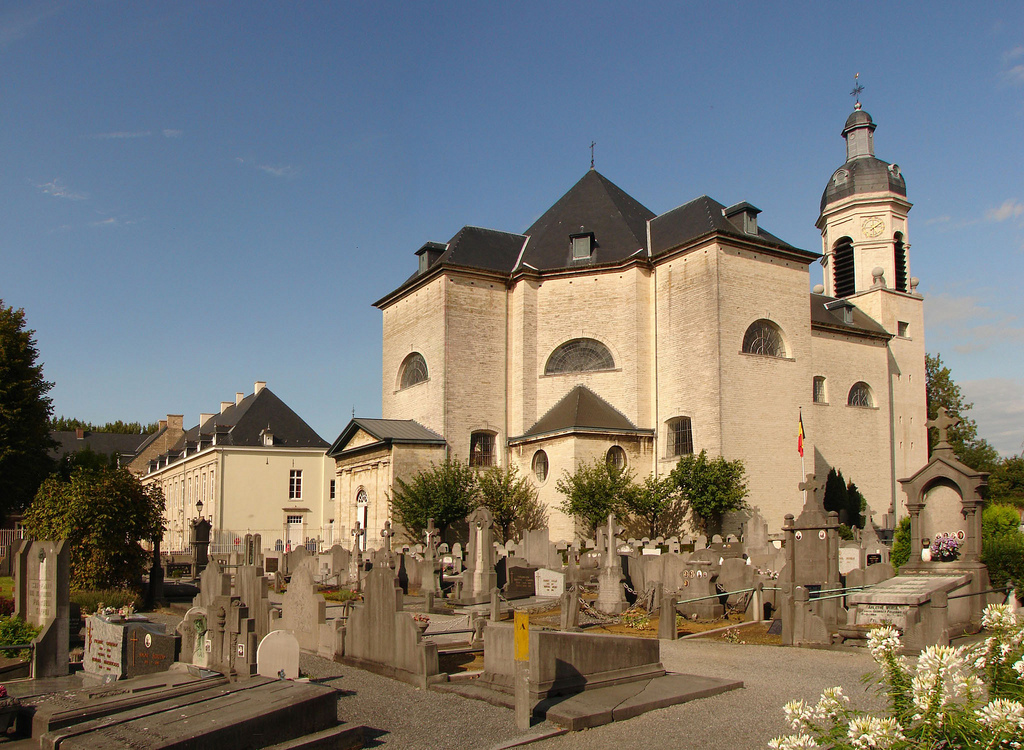
Onze-Lieve-Vrouwekerk, de voormalige abdijkerk